# Liste des divisions françaises de la Seconde Guerre mondiale
Pendant la Seconde Guerre mondiale, l'Armée française est organisée en groupes d'armées puis en corps d'armée qui regroupent eux-mêmes des divisions.

## Divisions de la Troisième République
| Nom                                             | Date de formation | Date de dissolution | Notes |
| ----------------------------------------------- | ----------------- | ------------------- | --- |
| 1re division légère mécanique                   | active            | juillet 1940        | |
| 2e division légère mécanique                    | active            | juillet 1940        | |
| 3e division légère mécanique                    | février 1940      | juillet 1940        | |
| 4e division légère mécanique                    | juin 1940         | juillet 1940        | Formée à partir de la 1re division légère de cavalerie.                                                                     |
| 7e division légère mécanique                    | juin 1940         | juillet 1940        | Formée à partir de la 4e division légère de cavalerie.                                                                      |
| 1re division de cavalerie                       | active            | février 1940        | Forme la 1re division légère (puis 1re division légère de cavalerie en février 1940).                                       |
| 2e division de cavalerie                        | active            | février 1940        | Forme les 2e et 4e divisions légères (puis 2e et 4e division légère de cavalerie) en février 1940).                         |
| 3e division de cavalerie                        | active            | février 1940        | Forme les 3e et 5e divisions légères (puis 3e et 5e division légère de cavalerie) en février 1940.                          |
| 1re division légère de cavalerie                | février 1940      | juin 1940           | Formée à partir de la 1re division de cavalerie. Forme la 4e division légère mécanique le 10 juin 1940.                     |
| 2e division légère de cavalerie                 | février 1940      | juin 1940           | Formée à partir de la 2e division de cavalerie.                                                                             |
| 3e division légère de cavalerie                 | février 1940      | juillet 1940        | Formée à partir de la 3e division de cavalerie.                                                                             |
| 4e division légère de cavalerie                 | février 1940      | juin 1940           | Formée à partir de la 2e division de cavalerie. Forme la 7e division légère mécanique le 10 juin 1940.                      |
| 5e division légère de cavalerie                 | février 1940      | juin 1940           | Formée à partir de la 3e division de cavalerie.                                                                             |
| 6e division légère de cavalerie                 | mars 1940         | novembre 1940       | |
| 1re division cuirassée                          | janvier 1940      | juillet 1940        | |
| 2e division cuirassée                           | janvier 1940      | juillet 1940        | |
| 3e division cuirassée                           | mars 1940         | juin 1940           | |
| 4e division cuirassée                           | mai 1940          | juillet 1940        | |
| 1re division d'infanterie motorisée             | active            | juin 1940           | Forme la 1re division légère d'infanterie début juin 1940.                                                                  |
| 1re division légère d'infanterie                | juin 1940         | juin 1940           | À partir de la 1re division d'infanterie motorisée.                                                                         |
| 1re division légère de chasseurs                | avril 1940        | juillet 1940        | |
| 2e division d'infanterie                        | septembre 1939    | juin 1940           | |
| 2e division légère de chasseurs                 | avril 1940        | mai 1940            | Forme la 40e division d'infanterie le 31 mai 1940.                                                                          |
| 3e division d'infanterie motorisée              | active            | juin 1940           | |
| 3e division légère d'infanterie                 | avril 1940        | juillet 1940        | |
| 4e division d'infanterie                        | septembre 1939    | mai 1940            | Quelques éléments évacués à Dunkerque.                                                                                      |
| 5e division d'infanterie motorisée              | active            | mai 1940            | Quelques éléments évacués à Dunkerque.                                                                                      |
| 6e division d'infanterie                        | septembre 1939    | juin 1940           | |
| 7e division d'infanterie                        | septembre 1939    | juillet 1940        | |
| 8e division d'infanterie                        | avril 1940        | juillet 1940        | |
| 9e division d'infanterie motorisée              | active            | mai 1940            | |
| 10e division d'infanterie                       | active            | juillet 1940        | |
| 11e division d'infanterie                       | active            | juillet 1940        | |
| 12e division d'infanterie motorisée             | active            | juin 1940           | |
| 13e division d'infanterie                       | active            | juillet 1940        | |
| 14e division d'infanterie                       | active            | juillet 1940        | |
| 15e division d'infanterie motorisée             | active            | mai 1940            | Quelques éléments évacués à Dunkerque.                                                                                      |
| 16e division d'infanterie                       | septembre 1939    | juillet 1940        | |
| 17e division d'infanterie                       | mai 1940          | mai 1940            | À partir des restes des 55e et 71e divisions d'infanterie. Prend le nom de 59e division légère d'infanterie le 30 mai 1940. |
| 17e division légère d'infanterie                | mai 1940          | juin 1940           | À partir des restes de la 18e division d'infanterie.                                                                        |
| 18e division d'infanterie                       | août 1939         | mai 1940            | Ses rescapés forment la 17e division légère d'infanterie.                                                                   |
| 19e division d'infanterie                       | active            | juillet 1940        | |
| 20e division d'infanterie                       | septembre 1939    | juin 1940           | |
| 21e division d'infanterie                       | active            | mai 1940            | |
| 22e division d'infanterie                       | août 1939         | mai 1940            | |
| 23e division d'infanterie                       | active            | juillet 1940        | |
| 24e division d'infanterie                       | septembre 1939    | juillet 1940        | |
| 25e division d'infanterie motorisée             | active            | mai 1940            | |
| 26e division d'infanterie                       | septembre 1939    | juin 1940           | |
| 27e division d'infanterie                       | active            | juillet 1940        | Type montagne (27e division d'infanterie alpine).                                                                           |
| 28e division d'infanterie                       | septembre 1939    | juillet 1940        | Type montagne (28e division d'infanterie alpine).                                                                           |
| 29e division d'infanterie                       | active            | juillet 1940        | Type montagne (29e division d'infanterie alpine).                                                                           |
| 30e division d'infanterie                       | août 1939         | juin 1940           | Type montagne (30e division d'infanterie alpine).                                                                           |
| 31e division d'infanterie                       | août 1939         | juin 1940           | Type montagne (31e division d'infanterie alpine).                                                                           |
| 32e division d'infanterie                       | août 1939         | juin 1940           | |
| 35e division d'infanterie                       | septembre 1939    | juin 1940           | |
| 36e division d'infanterie                       | active            | juin 1940           | |
| 40e division d'infanterie                       | mai 1940          | juillet 1940        | Formée à partir de la 2e division légère de chasseurs.                                                                      |
| 41e division d'infanterie                       | septembre 1939    | juin 1940           | Il reste quelques éléments non capturés fin juin 1940.                                                                      |
| 42e division d'infanterie                       | août 1939         | juin 1940           | |
| 43e division d'infanterie                       | active            | juin 1940           | |
| 44e division d'infanterie                       | mars 1940         | juillet 1940        | |
| 45e division d'infanterie                       | septembre 1939    | juin 1940           | |
| 47e division d'infanterie                       | septembre 1939    | juillet 1940        | |
| 51e division d'infanterie                       | septembre 1939    | juin 1940           | |
| 52e division d'infanterie                       | août 1939         | juin 1940           | |
| 53e division d'infanterie                       | septembre 1939    | mai 1940            | Devient la 53e division légère d'infanterie le 31 mai 1940.                                                                 |
| 53e division légère d'infanterie                | mai 1940          | juin 1940           | Formée à partir de la 53e division d'infanterie.                                                                            |
| 54e division d'infanterie                       | septembre 1939    | juin 1940           | |
| 55e division d'infanterie                       | septembre 1939    | mai 1940            | Éléments rescapés à la 17e division légère d'infanterie.                                                                    |
| 56e division d'infanterie                       | septembre 1939    | juin 1940           | |
| 57e division d'infanterie                       | septembre 1939    | juillet 1940        | |
| 58e division d'infanterie                       | septembre 1939    | juin 1940           | |
| 59e division légère d'infanterie                | mai 1940          | juillet 1940        | Nouveau nom de la 17e division d'infanterie.                                                                                |
| 60e division d'infanterie                       | septembre 1939    | juin 1940           | |
| 61e division d'infanterie                       | septembre 1939    | mai 1940            | Éléments rescapés aux 236e et 241e divisions légères d'infanterie.                                                          |
| 62e division d'infanterie                       | septembre 1939    | juin 1940           | |
| 63e division d'infanterie                       | septembre 1939    | juin 1940           | |
| 64e division d'infanterie                       | septembre 1939    | juillet 1940        | Type montagne (64e division d'infanterie alpine).                                                                           |
| 65e division d'infanterie                       | septembre 1939    | juillet 1940        | Type montagne (65e division d'infanterie alpine).                                                                           |
| 66e division d'infanterie                       | septembre 1939    | juillet 1940        | Type montagne (66e division d'infanterie alpine).                                                                           |
| 67e division d'infanterie                       | septembre 1939    | juin 1940           | |
| 68e division d'infanterie                       | septembre 1939    | juin 1940           | |
| 70e division d'infanterie                       | septembre 1939    | juin 1940           | |
| 71e division d'infanterie                       | septembre 1939    | mai 1940            | Éléments rescapés à la 17e division légère d'infanterie.                                                                    |
| 191e division d'infanterie                      | septembre 1939    | septembre 1940      | Appelée 1re division d'infanterie du Levant jusqu'au 5 octobre 1939.                                                        |
| 192e division d'infanterie                      | septembre 1939    | septembre 1940      | Appelée 2e division d'infanterie du Levant jusqu'au 5 octobre 1939.                                                         |
| 235e division légère d'infanterie               | juin 1940         | juin 1940           | |
| 236e division légère d'infanterie               | juin 1940         | juin 1940           | Fusionne avec la 237e division légère d'infanterie le 25 juin 1940.                                                         |
| 237e division légère d'infanterie               | mai 1940          | juillet 1940        | Formée notamment à partir des restes de la 5e division d'infanterie motorisée et de la 55e division d'infanterie.           |
| 238e division légère d'infanterie               | juin 1940         | juillet 1940        | |
| 239e division légère d'infanterie               | juin 1940         | juillet 1940        | |
| 240e division légère d'infanterie               | juin 1940         | juin 1940           | |
| 241e division légère d'infanterie               | mai 1940          | juillet 1940        | Formée notamment à partir des restes de la 61e division d'infanterie.                                                       |
| 1re division d'infanterie coloniale             | active            | juin 1940           | |
| 2e division d'infanterie coloniale              | août 1939         | juin 1940           | Forme la 2e division légère d'infanterie coloniale le 8 juin 1940.                                                          |
| 2e division légère d'infanterie coloniale       | juin 1940         | juillet 1940        | Formée à partir de la 2e division d'infanterie coloniale.                                                                   |
| 3e division d'infanterie coloniale              | septembre 1939    | juin 1940           | |
| 4e division d'infanterie coloniale              | août 1939         | juillet 1940        | Division quasi-détruite fin-juin 1940.                                                                                      |
| 5e division d'infanterie coloniale              | septembre 1939    | juillet 1940        | |
| 6e division d'infanterie coloniale              | septembre 1939    | juin 1940           | |
| 7e division d'infanterie coloniale              | septembre 1939    | juillet 1940        | |
| 8e division d'infanterie coloniale              | avril 1940        | juin 1940           | Forme la 8e division légère d'infanterie coloniale le 6 juin 1940.                                                          |
| 8e division légère d'infanterie coloniale       | juin 1940         | juillet 1940        | Formée à partir de la 8e division d'infanterie coloniale.                                                                   |
| 1re division marocaine                          | septembre 1939    | juin 1940           | Ses rescapés forment la 1re division légère d'infanterie nord-africaine début juin 1940.                                    |
| 2e division marocaine                           | septembre 1939    | octobre 1939        | |
| 3e division marocaine                           | septembre 1939    | novembre 1940       | |
| 1re division d'infanterie nord-africaine        | active            | juin 1940           | Ses rescapés forment la 1re division légère d'infanterie nord-africaine début juin 1940.                                    |
| 1re division légère d'infanterie nord-africaine | juin 1940         | juin 1940           | Formée à partir de la 1re division marocaine et des 1re, 2e, 4e et 5e divisions d'infanterie nord-africaine.                |
| 2e division d'infanterie nord-africaine         | active            | juin 1940           | Ses rescapés forment la 1re division légère d'infanterie nord-africaine début juin 1940.                                    |
| 3e division d'infanterie nord-africaine         | active            | juin 1940           | |
| 4e division d'infanterie nord-africaine         | active            | mai 1940            | Ses rescapés forment la 1re division légère d'infanterie nord-africaine début juin 1940.                                    |
| 5e division d'infanterie nord-africaine         | septembre 1939    | juin 1940           | Ses rescapés forment la 1re division légère d'infanterie nord-africaine début juin 1940.                                    |
| 6e division d'infanterie nord-africaine         | novembre 1939     | juin 1940           | |
| 7e division d'infanterie nord-africaine         | mars 1940         | juillet 1940        | |
| 81e division d'infanterie d'Afrique             | août 1939         | novembre 1940       | |
| 82e division d'infanterie d'Afrique             | août 1939         | juillet 1940        | Division quasi-détruite mi-juin 1940.                                                                                       |
| 83e division d'infanterie d'Afrique             | août 1939         | novembre 1940       | |
| 84e division d'infanterie d'Afrique             | août 1939         | novembre 1940       | |
| 85e division d'infanterie d'Afrique             | août 1939         | juillet 1940        | |
| 86e division d'infanterie d'Afrique             | août 1939         | novembre 1940       | |
| 87e division d'infanterie d'Afrique             | septembre 1939    | juillet 1940        | |
| 88e division d'infanterie d'Afrique             | août 1939         | novembre 1940       | |
| 180e division d'infanterie d'Afrique            | novembre 1939     | août 1940           | 87e division d'infanterie d'Afrique bis jusqu'au 15 décembre 1939                                                           |
| 181e division d'infanterie d'Afrique            | août 1939         | novembre 1940       | |
| 182e division d'infanterie d'Afrique            | août 1939         | novembre 1940       | |
| 183e division d'infanterie d'Afrique            | août 1939         | novembre 1940       | |
| Division du Tonkin                              | active            | -                   | |
| Division de Cochinchine-Cambodge                | active            | -                   | |
| Division légère Burtaire                        | juin 1940         | juin 1940           | Issue du secteur fortifié de Montmédy                                                                                       |

## Divisions de l'Armée de Vichy
La France du régime de Vichy est divisée militairement en novembre 1940 en huit divisions :
- 7e division militaire, Bourg-en-Bresse,
- 14e division militaire, Lyon,
- 15e division militaire, Marseille,
- 16e division militaire, Montpellier,
- 9e division militaire, Châteauroux,
- 12e division militaire, Limoges,
- 13e division militaire, Clermont-Ferrand,
- 17e division militaire, Toulouse.

Ces divisions sont dissoutes sans combattre par les Allemands, à l'issue de l'invasion de la zone libre en novembre 1942.
En Afrique du Nord, les divisions sont les suivantes :
- Division militaire d'Alger
- Division militaire d'Oran
- Division militaire de Constantine
- Division militaire de Fez
- Division militaire de Meknès
- Division militaire de Casablanca

Ces divisions se rallient aux Alliés après l'opération Torch.

## Divisions de la Libération
| Nom                                     | Date de formation | Date de dissolution | Notes |
| --------------------------------------- | ----------------- | ------------------- | --- |
| 1re division d'infanterie des FFL       | avril 1941        | août 1941           | Forme les 1re et 2e divisions légères des FFL.                                                            |
| 1re division légère d'infanterie FFL    | août 1941         | décembre 1941       | Issue de la 1re division d'infanterie des FFL. Devient 1re brigade française libre.                       |
| 2e division légère d'infanterie FFL     | août 1941         | décembre 1941       | Issue de la 1re division d'infanterie des FFL. Devient 2e brigade française libre.                        |
| 1re division française libre            | février 1943      | août 1943           | Issue des 1re et 2e brigades françaises libres. Devient 1re division motorisée d'infanterie en août 1943. |
| 2e division française libre             | mai 1943          | août 1943           | ex-Force L (colonne Leclerc), forme la 2e division blindée.                                               |
| 1re division motorisée d'infanterie     | août 1943         | mai 1944            | Nom officiel de l'unité qui reste connue sous le nom de 1re division française libre.                     |
| 1re division de marche d'infanterie     | mai 1944          | août 1945           | Nom officiel de l'unité qui reste connue sous le nom de 1re division française libre.                     |
| 1re division blindée                    | mai 1943          | -                   | |
| 2e division blindée                     | août 1943         | -                   | ex-2e division française libre (Force L).                                                                 |
| 3e division blindée                     | septembre 1943    | septembre 1944      | |
| 3e division blindée                     | mai 1945          | -                   | |
| 5e division blindée                     | mai 1943          | -                   | Appelée 2e division blindée de mai à juillet 1943.                                                        |
| 1re division d'infanterie algérienne    | juillet 1943      | juillet 1943        | Nom provisoire de la 7e division d'infanterie algérienne                                                  |
| 2e division d'infanterie marocaine      | mai 1943          | -                   | |
| 3e division d'infanterie algérienne     | mai 1943          | -                   | |
| 3e division d'infanterie marocaine      | mars 1943         | juin 1943           | Nom provisoire de la 4e division marocaine de montagne                                                    |
| 4e division marocaine de montagne       | mars 1943         | -                   | Appelée 3e division d'infanterie marocaine de mars à juin 1943.                                           |
| 6e division d'infanterie marocaine      | juillet 1943      | septembre 1943      | |
| 7e division d'infanterie algérienne     | juillet 1943      | août 1943           | Appelée 1re division d'infanterie algérienne en juillet 1943. Ex-division de marche d'Alger.              |
| 8e division d'infanterie algérienne     | juin 1943         | janvier 1944        | Ex-division de marche d'Oran                                                                              |
| 2e division d'infanterie coloniale      | juillet 1943      | août 1943           | Renommée 10e division d'infanterie coloniale.                                                             |
| 9e division d'infanterie coloniale      | juillet 1943      | -                   | |
| 10e division d'infanterie coloniale     | août 1943         | janvier 1944        | Ex-2e division d'infanterie coloniale.                                                                    |
| 1re division d'infanterie               | décembre 1944     | -                   | |
| 1re division alpine FFI                 | octobre 1944      | novembre 1944       | Devient la 27e division alpine.                                                                           |
| 10e division d'infanterie               | octobre 1944      | -                   | |
| 14e division d'infanterie               | février 1945      | -                   | |
| 19e division d'infanterie               | septembre 1944    | -                   | |
| 23e division d'infanterie               | janvier 1945      | -                   | |
| 25e division d'infanterie               | avril 1945        | -                   | |
| 27e division alpine                     | novembre 1944     | -                   | Ex-1re division alpine FFI.                                                                               |
| 36e division d'infanterie               | décembre 1944     | -                   | |
| Division de marche d'Alger              | novembre 1942     | juillet 1943        | Renommée 1re puis 7e division d'infanterie algérienne.                                                    |
| Division de marche de Constantine       | novembre 1942     | mars 1943           | |
| Division de marche d'Oran               | novembre 1942     | juin 1943           | |
| Division de Casablanca                  | -                 | juillet 1943        | |
| Division de Fez                         | -                 | mai 1943            | |
| Division de Marrakech                   | -                 | mars 1943           | |
| Division de Meknès                      | -                 | mai 1943            | |
| Division de marche du Maroc             | novembre 1942     | juin 1943           | Appelée division A en novembre 1942.                                                                      |
| 1re division coloniale d'Extrême-Orient | novembre 1944     | août 1945           | |
| 2e division coloniale d'Extrême-Orient  | décembre 1944     | juin 1945           | |
| Division côtière                        | juillet 1943      | avril 1945          | Stationnée au Levant français                                                                             |